# Abaltzisketa
Abaltzisketa ( audio (?·pàg.)) és un petit municipi de la província de Guipúscoa, de la comarca de Tolosaldea al País Basc. Compta amb una extensió d'11,18 km² i una població de 280 habitants (2006). Se situa a la part sud-oriental de Guipúscoa, en els contraforts de la Serra d'Aralar als peus del mont Txindoki (1318m), que a més marca el punt més elevat del seu terme municipal. El poble d'Abaltzisketa es troba en un serral a 370 metres d'altitud que domina la vall d'Amezketa i també treu el cap pel riu Oria. El separen 39 km de la capital provincial, Sant Sebastià i 14 km de la capital comarcal, Tolosa. S'accedeix a aquest poble a través d'una carretera local que des d'Alegria de Oria, travessa Orendain; bé des d'Amézqueta o des de Zaldibia. La part meridional del terme municipal està inclosa dintre del Parc Natural d'Aralar.

## Economia i societat
Com d'altres localitats rurals, Abaltzisketa s'ha anat despoblant al llarg del segle xx, des dels 550 habitants de 1900 fins als 285 de l'actualitat, encara que en els últims anys s'aprecia un augment de la seva població. A mitjans del segle xix va arribar a tenir més de 800 habitants. Es tracta d'un municipi eminentment rural. Hi ha 65 explotacions agrícoles i ramaderes censades en el municipi.
L'actual alcaldessa és Argitxu Zabala Zeberio de l'agrupació local independent Talde Saiatua. En les últimes eleccions autonòmiques celebrades a l'abril de 2005 la llista més votada va ser la coalició nacionalista PNB-EA amb el 57,9% dels vots, seguida del PCTB que va obtenir el 32,9% dels sufragis. La llengua d'ús comú en el municipi és el basc, que domina gairebé tota la població del municipi. Els veïns d'Abaltzisketa reben el nom de abalcisquetarres en català o abaltzisketarrak en basc.

## Història
En el 1379, els veïns d'Abaltzisketa passen a dependre de la vila de Tolosa, com a forma de sostreure's de la influència dels senyors "banderiços" i beneficiar-se dels furs de la vila. El 1615, passat el temps de les guerres banderices, Abaltzisketa obté el títol de vila, recuperant l'autonomia perduda per la seva unió amb Tolosa. Abaltzisketa participarà posteriorment en diverses unions de viles, per a pagar-se representants en les Juntes Generals de Guipúscoa, com és el cas de la Unió de Bozue Major. El 1983 el municipi va canviar oficialment la seva denominació "Abalcisqueta" per començar a anomenar-se amb el seu nom en euskera que és Abaltzisketa.

## Patrimoni
El nucli urbà d'Abaltzisketa és arquetípic entre les poblacions rurals de la muntanya basca. Ressalta en aquest poble la seva Casa Consistorial, de típic estil basc, situada en la plaça al costat de l'Església Parroquial de Sant Joan Baptista. L'Església en si data del segle xvi, encara que manté la portada romànica de transició del segle xiii. Posseeix una torre amb campanar, en la qual destaca una de les seves campanes datada l'any 1493 i realitzada en la mateixa localitat.
Entre els caserius dispersos pel terme municipal és interessant visitar el Caseriu Nahera-Haundi, que n'és l'exemple d'una antiga construcció basca. Se situa en el barri de Sasiain, al que s'accedeix prenent un desviament a la dreta, abans d'arribar al poble.
El més conegut d'aquest municipi és el paratge de Larraitz, un barri de caserius dispersos. En aquesta campa, enclavada al mateix peu del mont Txindoki, es troba l'Ermita de "La nostra Senyora dels Remeis de Larraitz". A aquesta se li atribueixen poders miraculosos, on per aquesta raó és venerada pels pastors i abaltzisketarraks (camperols) de la zona. Larraitz està condicionat com una zona d'area de servei per poder fer picnics i a més posseeix diversos restaurants enclavats en un bell entorn natural, que el converteixen en un lloc molt freqüentat a l'estiu i caps de setmana. D'altra banda Larraitz és el punt ideal per a començar l'ascens als cims de la Serra d'Aralar, com el Txindoki (1.341 m.), Gambo (1.451), Pardarri (1.399 m.) o Gaztelu (899 m.). Existeixen diverses rutes per a ascendir i endinsar-se en aquest Parc Natural des de Larraitz.

## Festes i tradicions
Abaltzisketa és en una zona en la qual les mongetes són un plat molt típic i arrelat, sent tradicional anar a degustar-les a algun dels restaurants del Barri de Larraitz.
- A la Pentecosta se celebra un romiatge a l'Ermita de Larraitz.
- El 15 de maig es festeja el dia de sant Isidre amb un hamaiketako (esmorzar popular).
- El 24 de juny se celebren les festes patronals per sant Joan Baptista. La vespra es balla a la Plaça, la popular Soka-Dantza.
- El 29 de juny, dia de Sant Pere se celebren les festes a Larraitz.
- L'1 de novembre, missa popular a l'Ermita de Santa Creu de Txutxurrumendi.

## Esports
En ser un poble molt petit solament disposa amb una infraestructura esportiva, únicament disposa d'un frontó cobert. L'únic club esportiu de la localitat és un club de caça anomenat Larrunarri Elkartea. L'esportista més cèlebre que ha vist créixer aquesta localitat és l'aizkolari i segalari Polipàs. En les festes d'Abaltzisketaes realitzen carreres de cavalls entre Amezketa i Abaltzisketa.